# Drums and Wires
Drums and Wires utkom 1979 och är XTC:s tredje fullängdsalbum.
Skivan är den första bandet spelade in efter att Barry Andrews (klaviatur) lämnat bandet och ersatts av Dave Gregory (gitarr).  Drums and Wires blev genombrottet för XTC. Själva skivnamnet sägs anspela på det stora trumljudet man arbetat fram och den mer gitarrorienterade riktning bandet tog i och med Gregory kom med.
Drums and Wires innehåller XTC:s kanske mest kända låt "Making Plans for Nigel".

## Låtlista
Samtliga låtar skrivna av Andy Partridge, om annat inte anges.
Sida ett
1. "Making Plans for Nigel" (Colin Moulding) - 4:13
2. "Helicopter" - 3:54
3. "Life Begins at the Hop" (Colin Moulding) - 3:46
4. "When You're Near Me I Have Difficulty" - 3:20
5. "Ten Feet Tall" (Colin Moulding) - 3:12
6. "Roads Girdle the Globe" - 5:11

Sida två	  
1. "Real by Reel" - 3:46
2. "Millions" - 5:37
3. "That Is the Way" (Colin Moulding) - 2:56
4. "Outside World" - 2:40
5. "Scissor Man" - 3:59
6. "Complicated Game" - 4:53

Med LP:n följde en bonussingel med låtarna "Chain of Command" och "Limelight", båda dessa samt singeln "Life Begins at the Hop" är inkluderade som bonusspår på CD-utgåvan från 2001.